# Adolf-Clarenbach-Haus
Koordinaten: 50° 43′ 28,3″ N, 7° 6′ 2,3″ O
Das Adolf-Clarenbach-Haus oder auch Goebenstift (nach der Goebenstraße) ist ein evangelisch-theologisches Konvikt in der Bonner Südstadt und beherbergt 36 Studierende in zwei benachbarten Häusern. Das Konvikt wird von einem kirchlichen Verein getragen und teilweise von den Studierenden selbst verwaltet. Es ist nach Adolf Clarenbach benannt, einem der ersten evangelischen Märtyrer am Niederrhein.

## Haus
Das Stift ist in ein Großes Haus und ein Nebenhaus unterteilt, welche von Theologiestudierenden und Studierenden anderer Fachrichtungen bewohnt werden. Es besitzt eine stiftsinterne Fachbibliothek zu unter anderem den fünf theologischen Disziplinen und den alten Sprachen. Im Refektorium, das früher als gemeinsamer Speisesaal genutzt wurde, werden heute die Hauskonvente, -gottesdienste und andere Veranstaltungen abgehalten. Zudem wird es für Lerngruppen und Hausfeste genutzt.
Des Weiteren verfügt das Haus über einen eigenen Andachtsraum, in dem wöchentlich eine Andacht von den Studierenden abgehalten werden. Der Andachtsraum wird während der gesamten Woche als Ort der Stille und des Innehaltens genutzt. Zusätzlich zur wöchentlich stattfindenden Andacht gibt es eine hauseigene Kellerbar. Dort finden sich regelmäßig die Bewohner des Hauses zusammen, um die Abende gemeinsam zu verbringen. Hinzu kommen noch weitere Gemeinschaftsräume, wie der Garten, die Dachterrasse, die Werkstatt oder das Fernsehzimmer.
Seit vielen Jahren ist das Haus eng mit der Evangelisch-Theologischen Fakultät verbunden; momentan wird diese Verbindung durch den Ephorus Hermut Löhr gewährleistet.

## Geschichte
Das Studienhaus wurde durch die 1894 gegründete Rheinisch-westfälische Vereinigung der Freunde des kirchlichen Bekenntnisses errichtet, um neben dem schon seit 1854 bestehenden Evangelisch-Theologischen Stift, das als von der Liberalen Theologie dominiert galt, bekenntnistreuen Studenten eine Heimstatt zu bieten. Es war ab 1896 zunächst in einem gemieteten Haus in der Beethovenstraße 26 untergebracht. 1899 konnte das Große Haus von den ersten 15 Studenten und dem Studieninspektor mit seiner Familie bezogen werden. Auf Grund der schlechten finanziellen Situation und der immer weniger werdenden Theologiestudierenden im Zuge des Kirchenkampfes wurde das Studienhaus 1936 geschlossen und von der Bekennenden Kirche übernommen. Nach dem Zweiten Weltkrieg diente das Haus den alliierten Truppen als Unterkunft. Ab 1948 konnte erst das Nebenhaus und ab 1951/52 auch das Große Haus wieder als Studienhaus genutzt werden. 1957 wurde das Studienhaus schließlich vom Trägerverein nach Adolf Clarenbach umbenannt.
Nachdem das Evangelisch-Theologische Stift (seit den 1960er-Jahren „Hans-Iwand-Haus“) 2011 wegen Baufälligkeit geschlossen werden musste, konnte mit den Erlösen aus dem Verkauf des Grundstücks das Adolf-Clarenbach-Haus durchgreifend modernisiert und 2017 wiedereröffnet werden.
Bekannte Persönlichkeiten, die im Haus lebten und wirkten, waren unter anderen Helmut Gollwitzer, Walter Kreck, Gerhard Sauter, Reinhard Thöle und Hanns-Stephan Haas.

## Weblink
- Offizielle Website